# レフ・ヴァウェンサ
レフ・ヴァウェンサ（ポーランド語：Lech Wałęsa、 [ˈlɛx vaˈwɛ̃sa]、1943年9月29日 - ）は、ポーランドの政治家、労働組合指導者、電気技師で、ポーランド共和国の第三共和政第2代大統領。ノーベル平和賞受賞者。
「ヴァウェンサ」は原語での発音に基づいたカタカナ転写で、比較的新しい表記法。日本では「ワレサ」という表記が多く用いられているが、これはポーランド語アルファベットに対する誤解から生じたものである（ → 詳細は下記「日本国内における表記の異同」節を参照）

## 生い立ち
ヴァウェンサは、1943年9月29日、クヤヴィ＝ポモージェ県リプノ郡にあるポポヴォという小さな村で生まれる。ヴァウェンサの祖先はイタリアかフランスからの移民とされ、祖父の代には、財産を食いつぶしてしまっていた。ヴァウェンサの父親はボレスワフといい、大工をして生計を立て、1930年代にはかなりの収入を得ていた。
ポーランド侵攻後、ヴァウェンサの土地はドイツ軍によって接収され、ヴァウェンサの父親・ボレスワフもドイツ軍によって逮捕され、強制収容所を転々とさせられ、肺炎にかかり、無事に釈放されたものの、釈放後もドイツ軍の塹壕堀りに従事させられ、体調をくずし、1945年5月に死去する。
ヴァウェンサの母親は、ボレスワフの弟・スタニスワフ（ヴァウェンサから見て叔父）と再婚し、さらに3人の子供に恵まれ、7人兄妹となった。ヴァウェンサはこの継父と継父の子供とは仲が悪かった。
ヴァウェンサは地元の小学校に進学し、成績は可もなく不可もなくという成績で、頭の回転は早いが集中力と持続力に欠けるという評価であった。小学校卒業後は、地元を離れ、リプノ市にある、職業訓練学校に進学する。職業訓練校での成績も芳しくなく、可がほとんどという成績であったが、素行は悪く喫煙をするなどしていた（ただし修身の成績は良好だったという）。ヴァウェンサには不思議と人望があり、激怒している人間もヴァウェンサにかかれば、簡単に懐柔できてしまうという不思議な魅力があった。
1961年に職業訓練学校を卒業し、国営農業機械センターに就職する。国営農業機械センター就職後、電気工として優秀であった。1964年から1966年まで2年間の兵役を務め伍長の階級で退役し、1967年6月2日にはグダニスクのレーニン造船所に転職する。ヴァウェンサは後に、国営農業機械センターと造船所を比較し、国営農業機械センターは、働きやすい労働環境であったが、造船所は、労働者は巨大な歯車の一つに過ぎず絶えず緊張感が張り詰めていたと述懐している。

## 政治経歴
1960年代後半頃より、ポーランド国内の経済状態は、経済政策の失策や、農業生産の不振などもあり、危機的な状況にあった。そして、1970年12月12日土曜日、政府当局は、食肉の値上げを発表する。土曜日に発表した理由は、ストライキが即座に発生しないように企図していた。値上げ率は品目により様々であるが、4 %から92 %の値上げが行われ、そして、12月14日、グダニスクのレーニン造船所でストライキが発生する。ヴァウェンサはストライキ時には、ストライキ運動を行う行進の先頭に立ち、官製労働組合の委員を務めていた。ヴァウェンサはポーランド統一労働者党第一書記のエドヴァルト・ギェレクとの会合の参加者の一人となったが、会合で、発言をしようとするも遮られるなどされたため発言記録は見られない。
しかし、会合が功を奏し、1971年1月8日、政府は今後2年間の価格値上げを凍結することを約束する。
ギェレクは、その後、経済成長と生活水準の向上を国民に約束し、1971年から1975年までの5か年計画を採択し、西側の技術を取り入れるなど開放経済政策をとる  。一時的には効果が出たものの、石油ショックや西側からの莫大な借入債務によって、間もなく破綻し、1976年6月24日には再度食料品の値上げが発表される 。食料品値上げの発表を受けて、バルト海沿岸、ワルシャワでストライキが開始される。前後するが、ヴァウェンサは1976年の労働組合選挙の際に、官製労組への批判を展開する。ヴァウェンサはこれが原因で、1976年3月、造船所を解雇される。造船所解雇後は、会社を転々とし、一方で公安警察からマークされながらも政府批判のビラを企業に配りまわるなどしていた。
1980年7月1日、政府は突如食肉価格の大幅値上げを発表する。その改定率は、40 %から60 %とも言われている。翌日より、ストライキが開始され、ポーランド全国へと波及する。ギェレクは、値上げを部分撤回し、労働者の賃上げを認め、ストライキ参加者の身分保障を確約し、ストライキ運動はいったん沈静化するものの、8月14日、グダニスクのレーニン造船所で1万6000人がストライキを起こす。ヴァウェンサは、ストライキの指揮を執り、ヴァウェンサを委員長とするストライキ委員会は、グダニスク県委員会及び工場当局と交渉を進め、8月16日、要求が受け入れられたため、ストを解除する。このとき、ヴァウェンサは独断でスト解除をしたとして、労働者から批判され、結局ストを継続した。ヴァウェンサは、政府に対して21か条の要求の締結を迫った。21か条の要求の内容は、言論の自由や政府から完全に独立した自治労働組合の設立認可などであった。1980年8月31日には、ヴァウェンサとヤギェルスキ第一副首相が合意文書に調印し、21か条の要求が受け入れられる 。
1980年9月17日、グダニスクでの全国代表団の集会において、独立自主労働組合「連帯」の創設が決定される。組合は職場に設けられ、それぞれの地域で、全国調停委員会（KKP）が選出される。この委員会の議長はヴァウェンサが選出された。「連帯」は1981年には、会員数は1000万人を数えるようになっていた。ヴァウェンサは1980年10月から、諸外国を歴訪する。1981年5月には、初来日し、総評と会議の場を持ち、日本の各政党の党首とも面談の機会を持ち、長崎市も訪問した 。
1981年3月、ビドゴシチで、県国民評議会の会場で、「連帯」の代表団と政府当局との間に衝突が起き、「連帯」側は、ゼネストを行なうことを宣言し、政府を脅迫する。ヴァウェンサはゼネスト決行には反対であり、もしゼネストを決行した場合、全国調停委員会の議長を辞任すると、「連帯」をけん制した。ゼネスト決行予定の前日に、ヴァウェンサはラコフスキ副首相と対談し、ビドゴシチでの衝突事件の解明と犯人の追及を約束することに成功する。これによって、ゼネストの決行は回避されたが、ヴァウェンサのこの行動は、全国調停委員会内部では、越権行為として受け止められ、反対派からの攻撃に遭った。ヴァウェンサは、1981年8月にも、政府代表と会談している。この時は経済問題を中心に議論したが、議論はまとまらず、会談は決裂した。同年9月から10月にかけて開催された「連帯」第一回全国大会では、ヴァウェンサは「連帯」内部の急進派から、卑怯者や、臆病者として非難されたが、「連帯」議長選出選挙では、55 %の票を獲得し、「連帯」の議長に選出される。
ヴァウェンサは共産主義国における反体制派の指導者として評価されていたが、ヴァウェンサ自身は、政府との妥協を訴えるなどし、「連帯」内部の急進派とは折りが合わなかった。ヴァウェンサが急進派と合わない原因としては、一例としては、ポーランドの莫大な対外債務があるにもかかわらず、賃金の引き上げを訴えるなどしていたことが挙げられる。1981年10月18日、ヴォイチェフ・ヤルゼルスキがポーランド統一労働者党の第一書記に就任する。ヤルゼルスキはポーランド国内の危機的状況を打破するために、政府、政党、軍隊を一手に握った。11月4日、ヤルゼルスキ、グレンプ枢機卿、ヴァウェンサの三者会談が行われたが、ヤルゼルスキは当初より「連帯」を潰す腹積もりであり、緊急事態法を導入し、ストライキや集会の禁止を行なうと脅し、会談は物別れに終わった。このころポーランド国境では、ポーランドの不穏な状況を見たソ連が軍を国境沿いに派遣させており、ソ連による侵略が間近に迫っていた。1981年12月13日、ヤルゼルスキは、ソ連の軍事介入を防ぐために、戒厳令を発令する。
戒厳令によって、ヴァウェンサはもちろんのこと、それ以外の「連帯」の活動家およそ6000人は逮捕されてしまう。逮捕されたヴァウェンサは、ギェレクが所有していた山荘に軟禁され、逮捕されて11か月後の1982年11月12日に釈放された。非合法化された「連帯」であったが、地下に潜り、活動を続ける。釈放されたヴァウェンサは、政府当局より度重なる嫌がらせを受けていた。何かにつけて2～3時間の拘束を受けることも頻繁にあり、資金提供の見返りに出国（事実上の追放）を持ちかけられたりといった嫌がらせを受けていた。戒厳令は1983年7月22日に解除される。
24時間の監視体制にあったヴァウェンサであるが、ヴァウェンサはテレビインタビューで、戒厳令の批判演説を展開し、この時の演説ビデオは、西側のテレビ・ラジオ番組でも放送された。1983年10月5日にヴァヴェンサのもとにノーベル平和賞受賞の連絡が届き、1983年12月にノーベル平和賞を授与される。ノーベル平和賞授賞式には、ヴァウェンサは欠席し、妻とヴァウェンサの長男が代理で受け取った。ノーベル平和賞授賞式を欠席した理由は諸説あり、出国が認められなかった、授賞式に出席するとポーランドに帰国できなくなることを危惧したなどがある。
1986年9月29日、ヴァウェンサは「連帯」暫定評議会を組織した。1987年秋、「連帯」指導部内で分裂が生じ、同年10月に全国暫定委員会と「連帯」暫定評議会の共同会議が開催された。会議では、二つの組織の解散とヴァウェンサを委員長とする「連帯」全国執行委員会の設立が採択された。ポーランド経済は依然として悲惨な状態にあり、1986年11月29日に国民投票を実施することを発表した。国民投票の内容は、経済改革や政治活動の大幅な民主化に賛成するか？という内容であり、ヴァウェンサはこの国民投票のボイコットを訴えた 。国民投票の結果は、政府の支持は得られず、政府への不信感が明らかになっただけであった。1987年1月、ヴァウェンサはアメリカ合衆国国務副長官・ジョン・カニンガム・ホワイトヘッドと対談し、1987年9月には、ジョージ・H・W・ブッシュ副大統領（当時）と対談した。
1988年8月、ヤルゼルスキは、ヴァウェンサと連絡を取り、ポーランド社会の行き詰まりを打破するために、円卓会議を提案し、ヴァウェンサは了承する。ただし、「連帯」内部では、政府が「連帯」を分断する意図があるとして反対し、円卓会議開催までかなりの日数がかかった。こうして、円卓会議は、1989年2月6日、ワルシャワで開催され、4月5日に合意文書に調印した。円卓会議で合意された内容によって、政治制度も変わることになった。大統領職と上院が復活し、大統領は下院と上院から合同して選出され、上院議員は完全自由選挙によって選出され、大統領と上院が共に下院の決定に対する拒否権を持つことになった。定数100の上院の議席数については、完全自由選挙となり、定数460の下院の議席数については、議席の65 %(299議席)がポーランド統一労働者党とその衛星政党に割り当てられ、残りの35 %（161議席）は自由な総選挙で選ばれることになった 。政府閣僚のポストについては、首相、国防相、内相、外相のほかに、外国貿易、郵便・電話、運輸などがポーランド統一労働者党に確保されていた。「連帯」の急進派は、円卓会議の承諾について、激怒し、ヴァウェンサを裏切り者と非難する。しかし、ヴァウェンサは、政府は未だに軍と警察権力を掌握し、ソ連も介入する可能性があるため、現実路線を訴える。
選挙は1989年6月に行われ、「連帯」系は、上院100議席中99議席を獲得し、下院は野党枠に用意されていた161議席全てを獲得し、野党の大勝利であった。大統領はヤルゼルスキが選出され、首相は円卓会議での合意通り、与党のポーランド統一労働者党から、チェスワフ・キシュチャクが首相として選出される。しかし、キシュチャクは、組閣に失敗し、ヴァウェンサは、タデウシュ・マゾヴィエツキを首相に推薦し、ポーランド統一労働者党の衛星政党であった民主党とポーランド農民党からなる連立政権を樹立させた 。ヴァウェンサは公職に就任するのを避けた。その理由は、ヴァウェンサ自身はあくまでも労働者であり、民衆と共にありたいという理由であった。首相に就任したマゾヴィエツキは、次々と改革を行なっていく。マゾヴィエツキのやり方はかなり強硬なもので、ポーランド国民は耐乏生活を強いられ、ヴァウェンサは早期に結果を出すようマゾヴィエツキに求めるなど、両者の間に対立が深まる 。
ヴァウェンサは、首相であるマゾヴィエツキは、政治的助言を求めてこず、ヴァウェンサ自身もこのままでは存在意義がなくなると考え、大統領選挙に出馬することを画策する。
ヤルゼルスキの大統領の任期はまだ残っていたのだが、既に早期辞任することを表明しており、1990年4月、ヴァウェンサは大統領選挙出馬を表明する。また、マゾヴィエツキも大統領選挙に立候補した。このころ、「連帯」は1981年以来の第二回党大会を開催し、一般労働者の生活改善はなされず、ヴァウェンサは、マゾヴィエツキへの批判を展開し、「連帯」委員長の信任投票を求め、賛成過半数を優に超えて委員長に選出された。
大統領選挙は1990年11月25日に実施され、1回目の選挙で過半数が得られない場合は、決選投票として2回目の選挙を12月9日に行われることとなった。選挙の結果、ヴァウェンサは1回目の投票で40 %を得票し、2回目の投票で74.25%の票を獲得し、勝利した。1990年12月22日、ワルシャワで、ポーランド亡命政府のリシャルト・カチョロフスキ大統領から、大統領の印章を授与された。これによって、ポーランド第二共和政の後継者であることを対外的に示した。大統領就任後、首相として推薦した人物がことごとく短命に終わる。また、大統領在任時、ヴァウェンサは拒否権をたびたび発動していた。また、ヴァウェンサは、大統領諮問機関なるものを発足させ、独自の政策策定を行なおうとしていた。1993年6月には、ヴァウェンサは、「連帯」は、もはや私の「連帯」ではないと発言し、「連帯」との絶縁を宣言する。大統領任期終了後、1995年11月に大統領選挙が行われ、ヴァウェンサも出馬したが、第二位の得票率であったが、決選投票で敗北した。

## 大統領退任後
1995年の大統領選挙敗北後、ヴァウェンサは、当初は、グダニスク造船所の電気工に復職すると発表していたが、講演活動を世界中で行なうことを発表した。ヴァウェンサは3つのテーマの講演を行ない、（「国際安全保障におけるNATO拡大の影響」、「民主主義・終わりなき戦い」、「「連帯」・新千年期」）、大学やその他公的なイベントで約50,000ポンド(約70,000ドル)の講演料で公演を行なった。
1995年、ヴァウェンサは、レフ・ヴァウェンサ研究所を設立し、シンクタンクの目的としては、ポーランドの「連帯」の業績を世に広めること、若い世代の教育、民主主義の促進、ポーランド及び世界の市民社会の構築があった。1997年、ヴァウェンサは新政党、ポーランド第三共和政キリスト教民主主義党を設立し、今後の選挙での出馬成功を期待していた。
2000年ポーランド大統領選挙にヴァウェンサは出馬したものの、1.01 %の得票率に終わった。ヴァウェンサにとっては、ポーランド統一労働者党の党員であったアレクサンデル・クファシニェフスキが初回投票で54%を獲得するという屈辱的な敗北であった。ヴァウェンサの得票率は第7位で、ヴァウェンサは政界引退を表明した。
2006年、ヴァウェンサは労働組合が右派与党の法と正義を支持していることと、レフ・カチンスキとヤロスワフ・カチンスキが「連帯」で主導権を握り、ポーランドの大統領と首相を務めていることへの抗議として、「連帯」を脱退した。ヴァウェンサとカチンスキ兄弟の軋轢の原因は、カチンスキ兄弟が、ポーランドが共産主義支配に関与していた者を締め出そうとしていたことや、秘密警察の全ファイルを公開しようとしていたことが原因として挙げられる。以前は、政府職員と議員だけが、共産主義時代の治安機関との関係を表明しなければならなかった。ヴァウェンサとその後援者は、この動きを、政府提唱のこの透明性法は、魔女狩りとなる恐れがあり、50万人が、共産党時代の秘密警察と協力関係にあったとして摘発される可能性があると主張した。
2011年、ヴァウェンサはリトアニアの少数ポーランド人の差別への抗議として、リトアニアのヴィータウタス大公勲章授与を拒否した。
ヴァウェンサは、LGBTの権利については保守的として知られる。2013年、ヴァウェンサはポーランドのテレビで、（LGBTの人は）自分では容認し理解していることを多数派に押し付けられてしまうことは望んでいない。」と述べた。ロバート・ビエドロンについては、ヴァウェンサは、ポーランド社会全体で1 %に満たないことを考えると、同性愛の議員は、議会の最後列か壁の向こう側に座るべきだと述べた。ヴァウェンサのこの発言は、国際的にも批判され、サンフランシスコ市当局はヴァウェンサストリートの名称を変更するという決定が下り、ヴァウェンサは謝罪し、「古い人間からすると、性的志向については、デリケートな領域であるべきだ」と述べた。
ヴァウェンサは、「自分の発言意図はメディアによって歪曲された」と述べ、「同性愛については尊重されるべきだ」と述べた。数年後、ヴァウェンサの見解はシフトチェンジし、彼は、ポーランドにおける同性愛結婚導入の支持を表明し、ビエドロンと面会し、ビエドロンを才能のある将来のポーランド大統領候補であると評した。
2013年、ヴァウェンサはポーランドとドイツとの間に政治連合創設を提案した。
2014年のインタビューでは、ヴァウェンサは、アメリカ合衆国大統領バラク・オバマのノーベル平和賞に失望していることを表明した。ヴァウェンサはCNNのインタビューで、「オバマが大統領として選出されたときは、世界は大いなる希望があった。我々は、オバマがアメリカに対して、道徳的なリーダーシップを取り戻すことを期待していたが、それは失敗だった。政治や道徳の面で、アメリカはもはや世界をリードする立場にはない」と述べた。ヴァウェンサは、オバマをノーベル平和賞に値しないと咎めた。2012年のアメリカ合衆国大統領選挙で、ヴァウェンサはオバマの対抗馬であるミット・ロムニーを支持していた。2015年9月には、ヴァウェンサは、ヨーロッパの移民危機について、自身の考えをメディア向けに語り、「テレビでこの難民の状況を見て、私は、十分な食事と小綺麗な服を着て、恐らくは我々よりも豊かな生活をしているかもしれず、（中略）ヨーロッパがもし、国境を開放すれば、これら何百万人もの移民が、我々と生活を共にしながらも、断頭を含む、彼らの習慣を取り入れるだろう。」と述べた。
2017年8月、ヴァウェンサを含む10人のノーベル平和賞授与者は、サウジアラビアに対して、2011年から2012年にかけて、サウジアラビア政府への抗議活動に参加した14人の若者の処刑を停止するよう求めた。

## その他
2002年ソルトレークシティオリンピックの開会式でオリンピック旗を掲揚する際の旗手を務めた。
ヴァヴェンサは電気工時代（前述）、大統領時代と大統領退任後に、幾度か来日している。大統領在任時の1994年12月には国賓として来日した。大統領退任後は、2007年に来日し、安倍晋三首相（当時）と面談し、2014年にも来日し、マツダを訪問した。
ヴァヴェンサは明治大学から名誉博士号を授与されている。

## 日本国内における表記の異同
前述のように “Wałęsa” を原語の発音に忠実な形でカタカナ転写するならば「ヴァウェンサ」となるが、「連帯」での活動中から今日に至るまで日本の外務省や主だった報道機関各社では「ワレサ議長」「ワレサ大統領」と表記するのが一般的となっている。
原語の発音からかけ離れた「ワレサ」という表記は、ポーランド語本来の綴りである “Wałęsa” が、ダイアクリティカルマークをほとんど用いない英語アルファベットに転写されて “Walesa” となり、英語圏経由の報道により日本に伝わったのをローマ字式に発音したものがそのまま定着してしまったと考えられている。ポーランド語アルファベットにおいて w は /v/ を、ł は両唇軟口蓋接近音 /w/ を、 ę のオゴネクは鼻母音をそれぞれ表し、英語アルファベットにおける L (l) と E (e) とはそれぞれ字体こそよく似ているものの発音が全く異なる。

## ヴァウェンサの登場する作品
アイルランドのロックバンド「U2」の最初期の大ヒットシングル「ニュー・イヤーズ・デイ」は独立自主管理労働組合「連帯」を歌ったもので、ヴァウェンサが描写されている。
「連帯」支持者でもあったアンジェイ・ワイダ監督の映画『鉄の男』（1981年）には本人役で出演した。出演場面は男女の主人公が結婚する箇所で、介添人として（他の「連帯」幹部2名と）登場している。この映画では1980年8月の統一ストライキ委員会（のちに「連帯」の母体となる）と政府の合意書調印の場面も再現されているが、そのシーンの撮影にヴァウェンサのスケジュールが合わなかったため、同じ造船所に勤める容貌のよく似た人物が演じた。